# داوید مونیوس
داوید مونیوس (اسپانیایی: David Muñoz‎؛ زادهٔ ۱۹۶۸) کارگردان فیلم و فیلم‌نامه‌نویس اهل اسپانیا است.
از فیلم‌های او می‌توان به قایم‌موشک و ۸۵۴ اشاره کرد.